# Obligación (finanzas)
En finanzas corporativas, una obligación es una emisión de deuda a largo plazo utilizada por las grandes compañías para pedir dinero prestado, a una tasa fija de interés o también a una tasa de interés variable en parte o en su totalidad. El término "obligación" se refería originalmente a un documento que crea una deuda o la reconoce, pero en algunos países, ahora el término se utiliza indistintamente con el término de bonos, préstamo de valores o pagarés. Una obligación es así como un certificado de préstamo o un préstamo de bonos que evidencian el hecho de que la empresa es responsable del pago de una cantidad especificada de interés y aunque el dinero recaudado por las obligaciones se convierten en una parte de la estructura del capital de la empresa, no se convierte en capital social. Grandes obligaciones reciben el pago antes que sub-obligaciones, y hay variaciones en las tasas de riesgo y rentabilidad para estas categorías.
Las obligaciones en general son libremente transferibles por el tenedor de la obligación. Los titulares de obligaciones no tienen derechos de voto en la empresa o en la junta general de accionistas, pero pueden tener reuniones por separado o votos. Por ejemplo, en al cambiar los derechos inherentes a las obligaciones. El interés pagado a ellos es un cargo contra el lucro del estado financiero en la compañía.

## Atributos
- Son bienes movibles.
- Son emitidos por la empresa en forma de un certificado de endeudamiento.
- Generalmente se especifica la fecha de redención, de reembolso del monto principal y los intereses en las fechas especificadas.
- Puede o no crear un gravamen sobre los activos de la empresa.[1]
- Las corporaciones en los Estados Unidos a menudo emiten bonos de alrededor de 1.000 dólares, mientras que los bonos del gobierno son más propensos a ser de $5,000.

Las obligaciones dieron lugar a la idea de que los ricos "recortan sus cupones," lo que significa que un tenedor de bonos presentará su "cupón" para el banco y recibirá un pago cada trimestre (o en el periodo que especifique el contrato).
También hay otras características que minimizan el riesgo, tales como un "fondo de amortización", lo que significa que el deudor debe pagar una parte del valor del bono después de un período especificado de tiempo. Esto disminuye el riesgo para los acreedores, como una cobertura contra la inflación, la quiebra, o de otros factores de riesgo. Un fondo de amortización que hace que el vínculo sea con menos riesgo, y por lo tanto le da un pequeño "cupón" (o pago de intereses). También hay opciones para "convertibilidad", lo que significa que un acreedor puede convertir sus bonos en acciones en la empresa si así lo desea. Las empresas también se reservan el derecho de llamar a sus bonos, lo que significa que se puede llamar antes de la fecha de vencimiento. A menudo hay una cláusula en el contrato que permite, por ejemplo, si el emisor de un bono desea recomprar 30 años de bonos a 25 años, lo cual debe pagar una prima. Si un bono es llamado, significa que se paga menos interés.
Incumplimiento del pago de un bono significa de manera efectiva la quiebra. Los tenedores de bonos que no han recibido su interés pueden generar que la empresa entre en la quiebra, o apoderarse de sus bienes, en caso de que se estipule en el contrato.

## Seguridad en diferentes jurisdicciones
En los Estados Unidos, la obligación se refiere específicamente a un bono corporativo de deuda no garantizada, es decir, un vínculo que no tiene una cierta línea de ingresos o pieza de equipo o propiedad para garantizar el reembolso del bono principal sobre el bono de madurez. Donde se brinda seguridad para el préstamo de acciones o bonos en los Estados Unidos, que son denominados "bonos hipotecarios'.
Sin embargo, en el Reino Unido una obligación por lo general está asegurada.
En Canadá, un tenedor de bonos se refiere a un instrumento de préstamo garantizado, donde la seguridad es generalmente sobre el crédito del deudor, pero la seguridad no compromete a activos específicos. Como otras deudas con garantía, la obligación otorga al deudor el estado de prioridad sobre los acreedores en la quiebra; sin embargo, los instrumentos de deuda, donde la seguridad compromete a activos específicos (tales como los bonos) reciben una mayor prioridad de estado en una declaración de quiebra, que las obligaciones.
En Asia, si el pago está garantizado por una carga sobre la tierra, el documento de préstamo que se llama una hipoteca; cuando el pago está garantizado por un cargo en contra de otros activos de la empresa, el documento se llama una obligación; y donde no hay seguridad, el documento se llama un pagaré o "pagaré de depósito sin garantía".

## Convertibilidad
Hay dos tipos de obligaciones:
1. Obligaciones convertibles, que son bonos convertibles o bonos que pueden ser convertidos en acciones de capital de la empresa emisora después de un periodo predeterminado de tiempo. "Convertibilidad" es una característica que las empresas pueden añadir a los bonos que emiten para hacerlos más atractivos para los compradores. En otras palabras, es una característica especial que los bonos corporativos pueden llevar. Como resultado de la ventaja que un comprador obtiene a partir de la capacidad para convertir, los bonos convertibles suelen tener tasas de interés más bajas que los bonos corporativos no convertibles.
2. Obligaciones no convertibles, que son simplemente obligaciones regulares, no se puede convertir en acciones de los responsables de la empresa. Son obligaciones sin la función de convertibilidad que se les otorga. Como resultado, suelen llevar a mayores tasas de interés de su contraparte convertible.